# Dionisio García Ibáñez
Dionisio Guillermo García Ibáñez (Guantánamo, 31 januari 1945) is een Cubaans geestelijke en aartsbisschop van de Rooms-Katholieke Kerk. Sinds 2007 is García aartsbisschop van Santiago de Cuba. 

## Kerkelijke carrière
García ontving op 8 juli 1985 de priesterwijding. Op 9 december 1995 benoemde paus Johannes Paulus II hem tot eerste bisschop van het nieuw opgerichte bisdom Santisimo Salvador de Bayamo y Manzanillo. Zijn bisschopswijding ontving hij op 27 januari 1996 van aartsbisschop Pedro Claro Meurice Estiu, aartsbisschop van Santiago de Cuba. In 2006 werd hij verkozen tot ondervoorzitter van de Cubaanse bisschoppenconferentie.
Op 10 februari 2007 benoemde paus Benedictus XVI García tot aartsbisschop van Santiago de Cuba. In 2009 werd hij verkozen tot voorzitter van de Cubaanse bisschoppenconferentie wat hij zou blijven tot 2017. 
In 2020 diende hij conform het kerkelijk wetboek zijn ontslag in bij paus Franciscus. In 2025 was dit ontslag echter nog niet geaccepteerd en diende hij nog steeds als aartsbisschop van Santiago de Cuba. 
- Nationale Bibliotheek van Polen: a0000003246468
- Virtual International Authority File: 347144782711563510655